# Харечко Тарас Іванович
Харечко Тарас Іванович (1893 — 27 листопада 1937) — комуністичний діяч, член ВУЦВК. Лідер українських "децистів". 
Харечко був децистом і в зв'язку з цим надалі він був реприсований його роль як лідера робітничого руху в Донбасі в період революції 1917-1921 років повністю була стерта з історії Донбасу на заміну Харечко і Лутовинову радянське керівництво штучно нав'язав робочим Донбасу нових міфічних лідерів таких як Артем і Ворошилова. Про це говорили у своїй книзі Баландін Р. К., Миронов С.:
"... Юрій Хрисанфович Лутовінов - улюбленець луганських робітників. Його заслуги в революції і громадянській війні, як і заслуги ватажка всього шахтарського Донбасу дециста Т. І. Харечко, були приписані згодом Ворошилову."

## Біографія
Народився у 1893 році в українській родині в селі Михайлівка Таганрізької округи, Область Війська Донського.
Член РСДРП(б) з 1914 року.
Після Лютневої революції Тарас поперемінно працював на різних посадах в партійних і державних структурах. Влітку-восени 1917 він був головою Бахмутського повітового комітету РСДРП (б) і головою Виконавчого комітету Бахмутського повітового Ради також він був членом член Донецько-Криворізького обласного комітету РКП (б) . 17 грудня 1917 на першій конференції ревкомів Донбасу Тараса обрали керівником Центрального Військово-Реаолюціонного Комітету Донбасу, губернського органу влади на посаді він пробув до травня 1918 року коли Донбас зайняли німці і австрійці.
На початку березня 1918 року Тараса став начальником Штабу Червоної Гвардії Донецького басейну, на цій посаді він перебував до 1 квітня 1918 року, З 20 квітня 1918 року Харечко нетривалий час був главнокомандуючім 1-й РККА.
Після заняття України частинами Червоної гвардії під час Другої радянсько-української війни в кінці 1918 року у жовтні його обрали кандидатом у члени ЦК КП(б)У, з 6 березня 1919 року до 5 квітня 1920 він був членом ЦК КП(б)У.25 жовтня він став уповноваженим ЦК РКП (б) по Криму.
З 6 березня 1919 року і до 17 березня 1920 року Тарас був членом Організаційного бюро ЦК КП (б) України і завідувачем Військовим відділом зафронтових бюро ЦК КП (б) України.
З 22 листопада 1920 року і до 21 липня 1921 року Тарас був кандидатом в члени ЦК КП (б) України. Перебував в Донбасі на партійній роботі був відповідальним секретарем Донецького губернського комітету КП (б) України. У 1921—1922 роках — завідувач Агітаційно-пропагандистським відділом ЦК КП(б)У. З 21 липня до — 9 січня 1921 році був членом ЦК КП (б) України. С14 січня 1921 до — 4 квітня 1923 був кандидатом в члени ЦК КП (б) України. З 15 січня 1921 до — 17 жовтня 1922 був членом Організаційного бюро ЦК КП (б) України.
В середині 1920-х років Тарас покинув Україну і поїхав до Ленінграда де тимчасово виконував обов'язки завідувача Петроградським відділенням Центрархіву, згодом — член колегії, завідувач Ленінградським відділенням Центрархіву.
18 грудня 1927 року виключений з лав ВКП(б), залишився в Ленінграді в якому працював учителем до 1928 року поки його не заарештували.
Станом на 1935 рік жив у Астрахані, був безробітним. Заарештований за обаинуваченням у приналежності до антирадянської групи. 15 жовтня 1935 року засуджений до заслання у Західний Сибір на 3 роки, в поселеннях Нарим, Камінь-на-Обі.
У 1935—1936 роках проживав в Західно сибірському краї в якому наприкінці 1926 року був заарештований і незабаром 27 листопада 1937 році його розстріляли .
Згодом розстріляний. Реабілітований у 1989 році.

## Твори
- Харечко Т. И. Накануне февральской революции в Донбассе // Летопись революции. — 1927. — № 4.
- Харечко Т. Из истории РСДРП в Донбассе (1906—1909 гг.), 1927, М 1? стор. 143 —  198: № 3, стор. 115—150,
- Харечко Т. І Іамяти  организатора  Красной гвардии  Донбасса // Летопись революции. — 1927. — № 5-6.
- Харечко Т. Социал-демократический союз горнозаводских рабочих, 1925, № 3;

Навесні 1919 року перебуваючи в Києві Харечко був редактором кількох газет в яких також друкувалися його статті
- Більшовик
- Комуніст
- перший редактор "Диктатури Труда"[5]